# Der letzte Tanz (1923)
Der letzte Tanz ist ein dänisches Stummfilmmelodram aus dem Jahre 1923 von A. W. Sandberg. Die Hauptrollen spielen der deutsche Kinderdarsteller Martin Herzberg sowie Philip Bech und Karina Bell.

## Handlung
Graf Wrangels Tochter Polly und der Förstersohn Heinz (im dän. Original: Søren) sind seit beider gemeinsam verbrachter Kindheit beste Freunde und unzertrennlich. Bald liegt die unbeschwerte Kinderzeit hinter ihnen, und die Standesunterschiede scheinen es unmöglich zu machen, dass aus ihnen eines Tages ein Liebes- oder gar ein Ehepaar wird. Heinz konzentriert sich daraufhin auf sein zweites Lebensziel; er will in die Fußstapfen seines Vaters treten und ebenfalls im Wald für Ordnung sorgen. Während seines Studiums der Forstwirtschaft in der „großen Stadt“ lernt er auch das unbeschwerte, „wilde“ Leben kennen und begegnet auf diesem Wege der rassigen Tänzerin Stella. Bald verlieben sich die beiden ineinander, und Polly daheim sorgt dafür, dass Heinz die ausgeschriebene Stelle eines Försters auf dem Wrangelschen Landsitz Wrangelsborg erhält. Für Stella bedeutet der Umzug in die Stille und Einsamkeit eines Landlebens eine große Umstellung, an die sie sich erst einmal gewöhnen muss.
Bald aber zeiht das städtische Leben auch auf Wrangelsborg ein, als eine Jagdgesellschaft eintrifft. Unter ihnen befinden sich auch mehrere Männer, die Stella noch von ihrer Zeit als Tänzerin kennt und die sie sofort wieder umgarnen, wie sie es einst nach ihren Tanzdarbietungen taten. Dies ruft bei Heinz große Eifersucht hervor. Als er eines Tages dienstlich unabkömmlich ist, lässt sich Stella nicht lange bitten und tanzt den Gästen, die sie aufs Schloss mitnehmen etwas vor. Heinz erinnert sich, dass heute Polly Geburtstag hat und will ihr, wie er es bereits in beider Kindheit tat, deswegen Blumen vor die Tür legen. Die Schlosswache hält ihn jedoch in der Dunkelheit für einen Einbrecher und bringt ihn in den Saal … wo ausgerechnet jetzt Stella die Jagdgesellschaft mit ihren Tänzen aufheizt. Heinz verhält sich wie eine Furie und kann gerade noch, ehe er etwas unbesonnenes tut, von der erscheinenden Polly besänftigt werden. Obwohl ihre Liebe zu Heinz noch nicht erloschen ist, erkennt Polly, dass Heinzens Herz ganz Stella gehört und nimmt sich zurück. Vielmehr sorgt sie dafür dass sich Stella und Heinz wieder zu versöhnen.

## Produktionsnotizen
Der letzte Tanz entstand in den Kopenhagener Nordisk-Studios und wurde am 4. Dezember 1923 im Palads uraufgeführt. Die Länge des siebenaktigen Films betrug im dänischen Original 2190 Meter. Die österreichische Premiere fand zehn Tage später, am 14. Dezember 1923 statt. Ob und wann der Film in Deutschland anlief, ist derzeit nicht bekannt.
Die Filmbauten kreierte Carlo Jacobsen, der vor allem im Stummfilm regelmäßig mit Regisseur Sandberg zusammengearbeitet hatte.

## Kritiken
Die Villacher Zeitung befand: „Das glänzende Spiel von besten Kinodarstellern, wie nennen nur E. Niesen, A. Fönß u. a., sowie die vorzügliche Aufmachung mit prächtigen Photos lassen diesen herrlichen Film als Schlager bester Güte erkennen…“
Für das Grazer Volksblatt war Der letzte Tanz „ein unvergleichlich schöner Sittenfilm“ und mit „Geschmack und feinstem künstlerischen Verständnis inszeniert.“